# Aristoteles (månekrater)
 Denne artikel omhandler et månekrater. Opslagsordet har også en anden betydning, se Aristoteles.
Aristoteles er et nedslagskrater på Månen. Det ligger på Månens forside nær den sydlige rand af Mare Frigoris og øst for Montes Alpes-bjergkæden, og det er opkaldt efter den græske filosof Aristoteles.
Navnet blev officielt tildelt af den Internationale Astronomiske Union i 1935. 
Krateret observeredes første gang i 1645 af Johannes Hevelius.

## Omgivelser
Syd for Aristoteles ligger det lidt mindre Eudoxuskrater, og disse to danner et karakteristisk par ved betragtning gennem et teleskop. En bue af bjerge mellem disse kratere bøjer mod vest før den slutter sig til kratervæggene. Det mindre Mitchellkrater er direkte forbundet med den østlige rand af Aristoteles. Mod vest ligger det lille "oversvømmede" Egedekrater. 

## Karakteristika
Kratervæggen i Aristoteles er let forvredet til en afrundet, hexagonal form. De indre vægge er brede med fine terrasser. Den ydre vold udvise en generel struktur med småbakker i et tykt lag udkastet materiale. Kraterbunden er ujævn og dækket af bugtende bakker. Aristoteles har små centrale toppe, men de er forskudt lidt mod syd. Den indre bund synes at være blevet fyldt med et lag af materiale, som delvis har begravet disse høje.

## Satellitkratere
De kratere, som kaldes satellitter, er små kratere beliggende i eller nær hovedkrateret. Deres dannelse er sædvanligvis sket uafhængigt af dette, men de får samme navn som hovedkrateret med tilføjelse af et stort bogstav. På kort over Månen er det en konvention at identificere dem ved at placere dette bogstav på den side af satellitkraterets midte, som ligger nærmest hovedkrateret. Aristoteleskrateret har følgende satellitkratere:
| Aristoteles | Længde  | Bredde  | Diameter |
| ----------- | ------- | ------- | -------- |
| D           | 47,5° N | 14,7° Ø | 6 km     |
| M           | 53,5° N | 27,2° Ø | 7 km     |
| N           | 52,9° N | 26,8° Ø | 5 km     |

## Måneatlas
- Billeder af Aristoteleskrateret i LPI-måneatlasset